# Rachid Neqrouz
Rachid Neqrouz (àrab: رشيد النقروز)  (Rachidia, 10 d'abril de 1972) és un exfutbolista marroquí de la dècada de 1990.
Fou internacional amb la selecció del Marroc amb la qual participà en la Copa del Món de futbol de 1994 i a la Copa del Món de futbol de 1998.
Pel que fa a clubs, destacà a Young Boys Bern i A.S. Bari.